# Adieu Babylone
Pour plus de détails, voir Fiche technique et Distribution.
Adieu Babylone est un film français réalisé par Raphaël Frydman et sorti en 2001.

## Synopsis
Un jour, Anouk, seize ans, suit un homme, Laurel, qui va a l'aéroport et quitte la France sur un coup de tête. L'adolescente reprend le cours de sa vie, mais s'interroge sur ce mystérieux départ.

## Fiche technique
- Titre : Adieu Babylone
- Réalisation : Raphaël Frydman, assisté de David Roux
- Scénario : Raphaël Frydman
- Photographie : Raphaël Frydman
- Montage : Fabien Ferreri
- Production : Artistic Images - CLP
- Pays d'origine :  France
- Durée : 91 minutes
- Date de sortie : France - 21 février 2001

## Distribution
- Isild Le Besco : Anouk
- Emmanuel Faventines Laurel
- Raphaël Frydman : Tchang
- Stéphanie Touly : Lola
- Catherine Oudin : la mère de Laurel
- Fred Epaud
- Mallaury Nataf

## Distinctions
- Prix spécial du jury au festival international du film d'Aubagne 2002
- Prix de l'avenir au festival international du premier film de Saint-Jean-de-Luz 2002